# Micrathena armigera
Micrathena armigera är en spindelart som först beskrevs av Carl Ludwig Koch 1837.  Micrathena armigera ingår i släktet Micrathena och familjen hjulspindlar. Inga underarter finns listade i Catalogue of Life.